# Chris Katongo
Christopher „Chris“ Katongo (* 31. August 1982 in Mufulira) ist ein ehemaliger sambischer Fußballspieler. Der Stürmer gewann mit der sambischen Nationalmannschaft 2012 die Afrikameisterschaft und war im Laufe seiner Karriere unter anderem in Südafrika, Deutschland und China aktiv.

## Vereinskarriere
Katongo begann seine Fußballerkarriere bei drei Klubs in seinem Heimatland Sambia. 2004 wechselte er nach Südafrika zu Jomo Cosmos. Obwohl er in der Saison 2006/07 nur 15 Spiele absolvieren konnte, wurde er mit ebenso vielen Treffern Torschützenkönig in der Premier Soccer League, der höchsten Spielklasse Südafrikas.
Im Januar 2007 unterschrieb Katongo einen Vierjahresvertrag beim dänischen Superliga-Klub Brøndby IF. Sein Einstand bei Brøndby verlief wunschgemäß, er erzielte am 11. März 2007 beim 2:0-Sieg gegen Ligakonkurrent FC Nordsjælland beide Treffer.
Zur Saison 2008/09 wechselt Katongo zum damaligen deutschen Erstligisten Arminia Bielefeld. Dort unterzeichnete er einen Dreijahresvertrag mit Gültigkeit für die erste und zweite Liga. Nachdem Bielefeld 2009 aus der Bundesliga abgestiegen war, geriet der Verein in der folgenden Saison in finanzielle Schieflage und war daher bestrebt, besserverdienende Spieler, zu denen auch Katongo zählte, abzugeben. Im Juli 2010 wechselte er schließlich zum griechischen Erstligisten Skoda Xanthi. Im folgenden Juli 2011 unterschrieb er einen Zweieinhalbjahresvertrag beim Chinese-Super-League-Club Henan Jianye.
Nach Ende seines Vertrages kehrte er nach Afrika zurück und unterschrieb für drei Monate im März 2014 bei den Lamontville Golden Arrows, im Anschluss ging er zu den Bidvest Wits nach Johannesburg. 2015 kehrte er dann zu seinem alten Klub Green Buffaloes zurück, wo er 2017 seine Karriere beendete.
Anschließend wurde er Trainerassistent bei den Buffaloes und wurde 2021 Mitglied des National Team Technical Sub Committee.
Sein jüngerer Bruder Felix Katongo war ebenfalls Profifußballer.

## Nationalmannschaftskarriere
Als Kapitän der sambischen Nationalmannschaft erzielte Katongo am 9. September 2007 beim 3:1-Erfolg über Südafrika einen Hattrick innerhalb von nur 20 Minuten und verhalf damit seinem Land zum Gruppensieg in der Qualifikation für die Afrikameisterschaft 2008 in Ghana.
Katongo wurde für diese Leistung in der Sambischen Armee in den Rang eines Sergeants erhoben. Für die Fußball-Afrikameisterschaft 2008 stand der Stürmer im Aufgebot von Trainer Patrick Phiri. Sambia schied als Drittplatzierter mit vier Punkten aus dem Turnier aus und Katongo, dem zwei Treffer gelangen, wurde nach dem Turnier erneut innerhalb der Armee befördert und stieg in den Rang eines Staff Sergeants auf. 
Der 1,69 m große Stürmer kommt auf insgesamt 97 Länderspiele und erzielte dabei 23 Treffer für Sambia.
2014 verließ er die Nationalmannschaft nach einem Streit mit dem Trainer.

## Titel und Erfolge
- Torschützenkönig Premier Soccer League: 2007
- Royal-League-Gewinner: 2007 (mit Brøndby IF)
- Dänischer Pokalsieger: 2008 (mit Brøndby IF)
- Afrikameister: 2012
- Bester Spieler des Afrika-Cups: 2012
- BBC African Footballer of the Year: 2012